# Waldemar Baszanowski

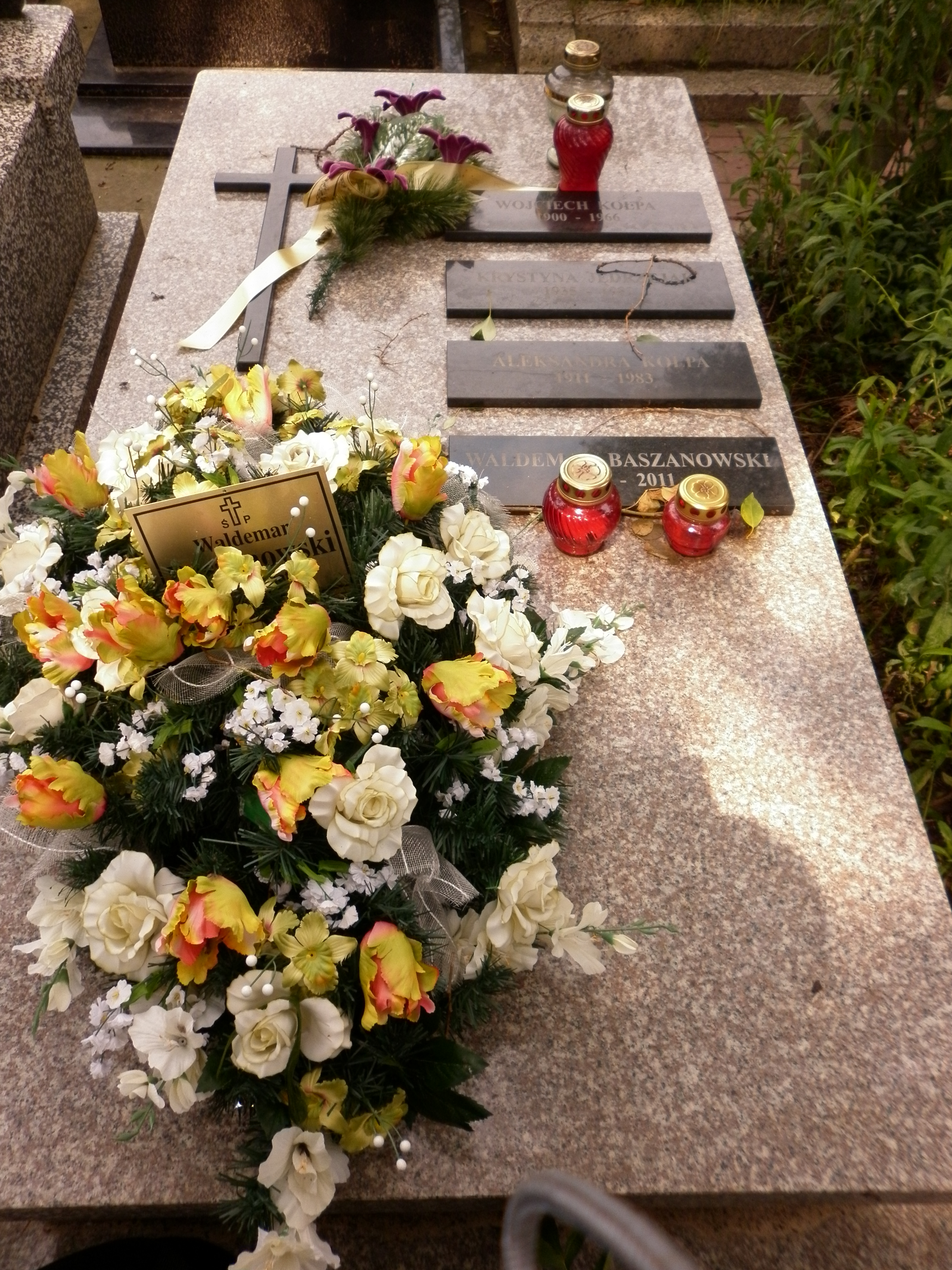
px200

Waldemar Romuald Baszanowski (Grudziądz, Polònia 1935 - 29 d'abril de 2011) fou un aixecador polonès, ja retirat, guanyador de dues medalles olímpiques.

## Biografia
Va néixer el 15 d'agost de 1935 a la ciutat de Grudziądz, població situada al voivodat de Cuiàvia i Pomerània.

## Carrera esportiva
Va participar, als 25 anys, en els Jocs Olímpics d'Estiu de 1960 realitzats a Roma (Itàlia), on va aconseguir finalitzar cinquè en la prova masculina de pes lleuger (-67.5 kg.), aconseguint guanyar així un diploma olímpic. En els Jocs Olímpics d'Estiu de 1964 realitzats a Tòquio (Japó) guanyà la medalla d'or en aquesta disciplina, establint un nou rècord del món a l'aixecar 432.5 quilos. En els Jocs Olímpics d'Estiu de 1968 celebrats a Ciutat de Mèxic (Mèxic) revalidà la seva medalla d'or, establint així mateix un nou rècord olímipc a l'aixecar 440 quilos. En els Jocs Olímpics d'Estiu de 1972 realitzats a Múnic (Alemanya Occidental), la seva última participació olímpica, finalitzà quart en aquesta prova, aconseguint així un nou diploma olímpic.
Al llarg de la seva carrera ha guanyat deu medalles en el Campionat del Món d'halterofília, entre elles cinc medalles d'or; i nou medalles en el Campionat d'Europa, sis d'elles també d'or.
Entre 1999 i 2008 fou president de la Federació Europea d'Halterofilia.